# Csanádapáca
Csanádapáca is een plaats (község) en gemeente in het Hongaarse comitaat Békés. Csanádapáca telt 2914 inwoners (2002).